# Mistrzostwa Europy U-23 w Piłce Nożnej 1976
Mistrzostwa Europy U-23 w piłce nożnej 1976 – trzecie (nieoficjalne) rozgrywki młodzieżowych mistrzostw Europy, które odbyły się w latach 1974–1976. W turnieju mogli brać udział piłkarze, których wiek nie przekraczał 23 lat. 22 reprezentacje narodowe zostało podzielonych na osiem grup. W każdej grupie zespoły grały systemem „każdy z każdym mecz i rewanż”. Do ćwierćfinałów awansowali zwycięzcy poszczególnych grup. Również mecze ćwierćfinałowe, półfinałowe i finałowe były rozgrywane systemem play-off w dwumeczach.

## Kwalifikacje
Drużyny zostały podzielone na 7 grup po trzy i 1 grupę po dwa zespoły.

### Legenda do tabelek
- Pkt – liczba punktów
- M – liczba meczów
- W – wygrane
- R – remisy
- P – porażki
- Br+ – bramki zdobyte
- Br- – bramki stracone
- +/- – różnica bramek

### Grupa 1
| # | Reprezentacja       | M | W | R | P | Br+ | Br- | Pkt. |
| - | ------------------- | - | - | - | - | --- | --- | ---- |
| 1 | Anglia U-21         | 4 | 3 | 1 | 0 | 9   | 4   | 7    |
| 2 | Portugalia U-21     | 4 | 1 | 1 | 2 | 5   | 6   | 3    |
| 3 | Czechosłowacja U-21 | 4 | 0 | 2 | 2 | 3   | 7   | 2    |

| - Anglia 3-1 Czechosłowacja - Portugalia 2-3 Anglia - Portugalia 2-0 Czechosłowacja | - Czechosłowacja 1-1 Anglia - Czechosłowacja 1-1 Portugalia - Anglia 2-0 Portugalia |

### Grupa 2
| # | Reprezentacja   | M | W | R | P | Br+ | Br- | Pkt. |
| - | --------------- | - | - | - | - | --- | --- | ---- |
| 1 | Węgry U-21      | 2 | 3 | 1 | 0 | 11  | 2   | 7    |
| 2 | Austria U-21    | 4 | 1 | 2 | 1 | 6   | 6   | 4    |
| 3 | Luksemburg U-21 | 4 | 0 | 1 | 3 | 2   | 11  | 1    |

| - Luksemburg 0-3 Węgry - Luksemburg 1-3 Austria - Austria 2-2 Węgry | - Węgry 2-0 Austria - Austria 1-1 Luksemburg - Węgry 4-0 Luksemburg |

### Grupa 3
| # | Reprezentacja   | M | W | R | P | Br+ | Br- | Pkt. |
| - | --------------- | - | - | - | - | --- | --- | ---- |
| 1 | Jugosławia U-21 | 4 | 2 | 2 | 0 | 7   | 2   | 6    |
| 2 | Szwecja U-21    | 4 | 2 | 1 | 1 | 6   | 6   | 5    |
| 3 | Norwegia U-21   | 4 | 0 | 1 | 3 | 1   | 6   | 1    |

| - Jugosławia 2-0 Norwegia - Szwecja 1-1 Jugosławia - Norwegia 0-0 Jugosławia | - Norwegia 0-2 Szwecja - Szwecja 2-1 Norwegia - Jugosławia 4-1 Szwecja |

### Grupa 4
| # | Reprezentacja | M | W | R | P | Br+ | Br- | Pkt. |
| - | ------------- | - | - | - | - | --- | --- | ---- |
| 1 | Szkocja U-21  | 4 | 4 | 0 | 0 | 11  | 2   | 8    |
| 2 | Rumunia U-21  | 4 | 1 | 1 | 2 | 8   | 9   | 3    |
| 3 | Dania U-21    | 4 | 0 | 1 | 3 | 4   | 12  | 1    |

| - Rumunia 6-2 Dania - Dania 1-1 Rumunia - Rumunia 1-2 Szkocja | - Dania 0-1 Szkocja - Szkocja 4-1 Dania - Szkocja 4-0 Rumunia |

### Grupa 5
| # | Reprezentacja  | M | W | R | P | Br+ | Br- | Pkt. |
| - | -------------- | - | - | - | - | --- | --- | ---- |
| 1 | Holandia U-21  | 4 | 3 | 1 | 0 | 10  | 3   | 7    |
| 2 | Włochy U-21    | 4 | 2 | 1 | 1 | 9   | 6   | 5    |
| 3 | Finlandia U-21 | 4 | 0 | 0 | 4 | 2   | 12  | 0    |

| - Holandia 3-0 Finlandia - Holandia 3-2 Włochy - Włochy 3-0 Finlandia | - Finlandia 0-3 Holandia - Finlandia 2-3 Włochy - Włochy 1-1 Holandia |

### Grupa 6
| # | Reprezentacja | M | W | R | P | Br+ | Br- | Pkt. |
| - | ------------- | - | - | - | - | --- | --- | ---- |
| 1 | ZSRR          | 2 | 1 | 0 | 1 | 4   | 2   | 2    |
| 2 | Turcja U-21   | 2 | 1 | 0 | 1 | 2   | 4   | 2    |

| - Turcja 2-1 ZSRR | - ZSRR 3-0 Turcja |

### Grupa 7
| # | Reprezentacja | M | W | R | P | Br+ | Br- | Pkt. |
| - | ------------- | - | - | - | - | --- | --- | ---- |
| 1 | Francja U-21  | 4 | 2 | 1 | 1 | 6   | 5   | 5    |
| 2 | NRD           | 4 | 1 | 2 | 1 | 4   | 4   | 4    |
| 3 | Belgia U-21   | 4 | 1 | 1 | 2 | 4   | 5   | 3    |

| - Francja 1-0 Belgia - NRD 1-1 Francja - Belgia 0-0 NRD | - NRD 1-2 Belgia - Francja 1-2 NRD - Belgia 2-3 Francja |

### Grupa 8
| # | Reprezentacja | M | W | R | P | Br+ | Br- | Pkt. |
| - | ------------- | - | - | - | - | --- | --- | ---- |
| 1 | Bułgaria U-21 | 4 | 3 | 0 | 1 | 6   | 3   | 6    |
| 2 | Polska U-21   | 4 | 2 | 0 | 2 | 7   | 5   | 4    |
| 3 | Grecja U-21   | 4 | 1 | 0 | 3 | 4   | 9   | 2    |

| - Grecja 0-2 Bułgaria - Bułgaria 2-1 Grecja - Polska 2-1 Bułgaria | - Polska 4-1 Grecja - Grecja 2-1 Polska - Bułgaria 1-0 Polska |

## Runda pucharowa

### Ćwierćfinały
Mecze odbyły się w dniach 18 lutego, 10 marca, 20 i 21 kwietnia, a rewanże 23, 24, 25 i 28 kwietnia 1976 r.
| Reprezentacja 1 | Wynik | Reprezentacja 2 | 1 mecz | 2 mecz            |
| --------------- | ----- | --------------- | ------ | ----------------- |
| Węgry U-21      | 4:3   | Anglia U-21     | 3:0    | 1:3               |
| Holandia U-21   | 2:2   | Szkocja U-21    | 2:0    | 0:2 dogr., 4:3 k. |
| Bułgaria U-21   | 3:5   | Jugosławia U-21 | 2:3    | 1:2               |
| Francja U-21    | 3:3   | ZSRR            | 2:1    | 1:2 dogr., 2:4 k. |

### Półfinały
Mecze odbyły się w dniach 12 i 19 maja, rewanże 19 i 26 maja 1976 r.
| Reprezentacja 1 | Wynik | Reprezentacja 2 | 1 mecz | 2 mecz |
| --------------- | ----- | --------------- | ------ | ------ |
| Węgry U-21      | 4:3   | Jugosławia U-21 | 3:2    | 1:1    |
| ZSRR            | 3:1   | Holandia U-21   | 3:0    | 0:1    |

### Finały
Mecze odbyły się w dniach 19 i 23 czerwca 1976 r.
| Reprezentacja 1 | Wynik | Reprezentacja 2 | 1 mecz    | 2 mecz    |
| --------------- | ----- | --------------- | --------- | --------- |
| Węgry U-21      | 2:3   | ZSRR            | 1:1 (1:0) | 1:2 (0:2) |

| 19 czerwca 1976 | Węgry · Nyilasi 2' | 1:1(1:0)Raport | ZSRR · 64' Słobodian | Budapeszt Widzów: 10 000 Sędzia: John Gordon |
|                 |                    |                |                      |                                              |

| Sándor Gujdár – György Kerekes, László Bálint, Tibor Rab (58' István Kovács), Sándor Lukács – Tibor Nyilasi, Zoltán Ebedli, Sándor Pintér – Lajos Májer, Ferenc Szabó, István Magyar (46' Béla Várady). Trener: ? | Wiktor Radajew – Wiktor Krugłow, Walerij Gorbunow, Wasilij Szwiecow, Nikita Wysokich – Choren Howhannisjan, Mixail An, Aleksandr Minajew – Walerij Gazzajew, Dawit Kipiani (68' Siergiej Pietrienko), Petro Słobodian. Trener: Walentin Nikołajew |

| 23 czerwca 1976 | ZSRR · Fiodorow 21' · Gazzajew 39' | 2:1(2:0)Raport | Węgry · 53' Magyar | Stadion Łużniki, Moskwa Widzów: 22 000 Sędzia: Hans-Joachim Weyland |
|                 |                                    |                |                    |                                                                     |

| Wiktor Radajew – Wiktor Krugłow, Walerij Gorbunow, Nikita Wysokich, Wasilij Szwiecow – Jurij Adżem, Walerij Gazzajew, Mixail An – Władimir Fiodorow (67' Wladimer Gucaewi), Siergiej Pietrienko, Petro Słobodian (46' Dawit Kipiani). Trener: Walentin Nikołajew | Sándor Gujdár – György Kerekes, Sándor Lukács, Zoltán Ebedli, László Bálint – Lajos Májer, Tibor Nyilasi, Ferenc Szabó – Béla Várady, Sándor Pintér, István Magyar. Trener: ? |

 

Złote medale mistrzów otrzymali: Igor Cakojew, Wiktor Radajew, Aleksandr Bubnow, Walerij Gonczarow, Walerij Gorbunow, Wiktor Krugłow, Armen Sarkisjan, Wasilij Szwiecow, Nikita Wysokich, Jurij Adżem, Mixail An (k), Walerij Gazzajew, Choren Howhannisjan, Dawit Kipiani, Jurij Kowalow, Aleksandr Minajew, Siergiej Pietrienko, Ramaz Szengelia, Władimir Fiodorow, Wladimer Gucaewi, Petro Słobodian – trener Walentin Nikołajew.